# كراش دجاجي
كراش دجاجي أو برغوث الدجاج أو برغوث الدواجن (الاسم العلمي: Ceratophyllus gallinae) هو نوع من الحشرات يتبع جنس الكراش من الفصيلة الكراشية.